# Демирчян, Камо Серопович
Камо́ Серо́пович Демирчя́н (род. 25 октября 1928, Ростов-на-Дону) — советский и российский учёный-энергетик, академик АН СССР (с 1984), академик РАН (с 1991), доктор технических наук. Специалист в области теоретических и практических проблем электроэнергетики. Брат Карена Сероповича Демирчяна.

## Биография
Окончил Ленинградский политехнический институт по специальности «Высоковольтная аппаратура». Как он сам отмечал, ему удалось попасть к Л. Р. Нейману:

«… но мне посчастливилось работать с выдающимся ученым-электротехником академиком АН СССР Леонидом Робертовичем Нейманом. Он был моим учителем, а я его надежным соратником. Именно соратником, потому что нам приходилось сражаться за реализацию и защиту наших научных интересов…»

Академик Демирчян является почётным профессором Кафедры теоретических основ электротехники Московского энергетического института (технического университета). Он руководил кафедрой ТОЭ в 1980-90-х годах, которые стали расцветом научных исследований. В эти годы интенсивно развиваются и внедряются в учебный процесс работы в области применения вычислительной техники для моделирования электромагнитных полей и электрических цепей, работы по использованию в электротехнике виртуальных приборов.
Большой научный резонанс и признание получили выполненные сотрудниками кафедры исследования в области сверхпроводимости, анализа жёстких систем, моделирования и проектирования машиновентильных систем, за которые профессорам К. С. Демирчяну и П. А. Бутырину была присуждена премия РАН им. П. Н. Яблочкова. Мировое признание получили исследования К. С. Демирчяна по влиянию энергетики на глобальное изменение климата планеты.
Важный этап развития проблем теоретической электротехники связывается в эти годы с созданием теории адаптивных электродинамических систем и прецизионных технологий, основанных на максимальном использовании особых свойств электромагнитных полей при создании полностью автоматизированных устройств. Камо Серопович стал руководителем этих научных работ. Так же в годы руководства К. С. Демирчяна кафедра ТОЭ особенно интенсивно взаимодействует с Российской академией наук и принимает самое активное участие в создании Академии электротехнических наук РФ. Был заведующим лабораторией Института высоких температур РАН.
В 1988 году за труды в области теории сложных электрических цепей и систем академик Демирчян был удостоен Государственной премии СССР.
К. С. Демирчяну была присуждена премия Правительства Российской Федерации в области науки и техники за 2003 год (как руководителю работы) — «за разработку, освоение серийного производства и организацию эксплуатации дугогасящих реакторов, управляемых подмагничиванием».
На 2009 год живёт в Москве, от преподавательской деятельности отошёл, но активно участвует в научной жизни на посту председателя объединённого научного совета по комплексной проблеме «Электрофизика, электроэнергетика и электротехника» и главного редактора издания «Известия РАН.Энергетика»

## Взгляды на реформу электроэнергетики
В 2004 году в интервью газете «Промышленные ведомости» академик Демирчян выступил с резкой критикой проводимой реформы и упрекнул А. Б. Чубайса в безответственности и некомпетентности:

Демирчян: Вот поэтому все это направление — рыночная болтовня, все нынешние правительственные постановления, выходящие под давлением Чубайса — все это убийственно для нашей экономики.

ПВ: Но правительство-то это понимает?

Демирчян: Думаю, должно понимать. Но упорство в проталкивании программы Чубайса свидетельствует либо о его некомпетентности, либо о заинтересованной безответственности.

В октябре 2004 года Моисей Гельман, миноритарный акционер РАО «ЕЭС России» подал иск в Конституционный Суд с целью признать реформу РАО незаконной. В исковом заявлении истец сообщал:

В качестве эксперта прошу пригласить в заседание Конституционного Суда РФ академика Российской академии наук Демирчяна Камо Сероповича, предварительное согласие которого на то имеется.

## Семья
Академик Демирчян — старший брат известного армянского государственного и политического деятеля Карена Демирчяна, спикера парламента Армении (1999), убитого в ходе террористического акта. В 8-ю годовщину трагической гибели на церемонии открытия музея памяти Карена Демирчяна академик Демирчян сказал о своем брате:

У него всегда болела голова о том, чтобы у его народа всё было.

Приходившийся академику Демирчяну племянником Степан Демирчян стал политическим наследником своего отца, кандидатом на выборах президента Армении (2003), на которых занял второе место, набрав 28,3 % голосов избирателей, депутатом армянского парламента (2003—2007).

## Основные работы
- Л. Р. Нейман, К. С. Демирчян, Н. В. Коровкин Теоретические основы электротехники, том 1, изд. «Питер», 2009 ISBN 978-5-388-00411-6
- Л. Р. Нейман, К. С. Демирчян, Н. В. Коровкин Теоретические основы электротехники, том 2, изд. «Питер», 2009 ISBN 978-5-388-00412-4
- Л. Р. Нейман, К. С. Демирчян, Н. В. Коровкин Теоретические основы электротехники, том 3, изд. «Питер», 2009 ISBN 978-5-388-00410-9

## Награды
- Премия Правительства Российской Федерации в области науки и техники (2003)
- Государственная премия СССР (1988)
- Премия имени П. Н. Яблочкова АН СССР